# Companyia del Ferrocarril de Sant Feliu de Guíxols a Girona
Companyia del Ferrocarril de Sant Feliu de Guíxols a Girona era una companyia de ferrocarril creada per a construir i explotar l'antiga línia Sant Feliu de Guíxols - Girona, fins que se'n va fer càrrec Feve el 1963.

## Història

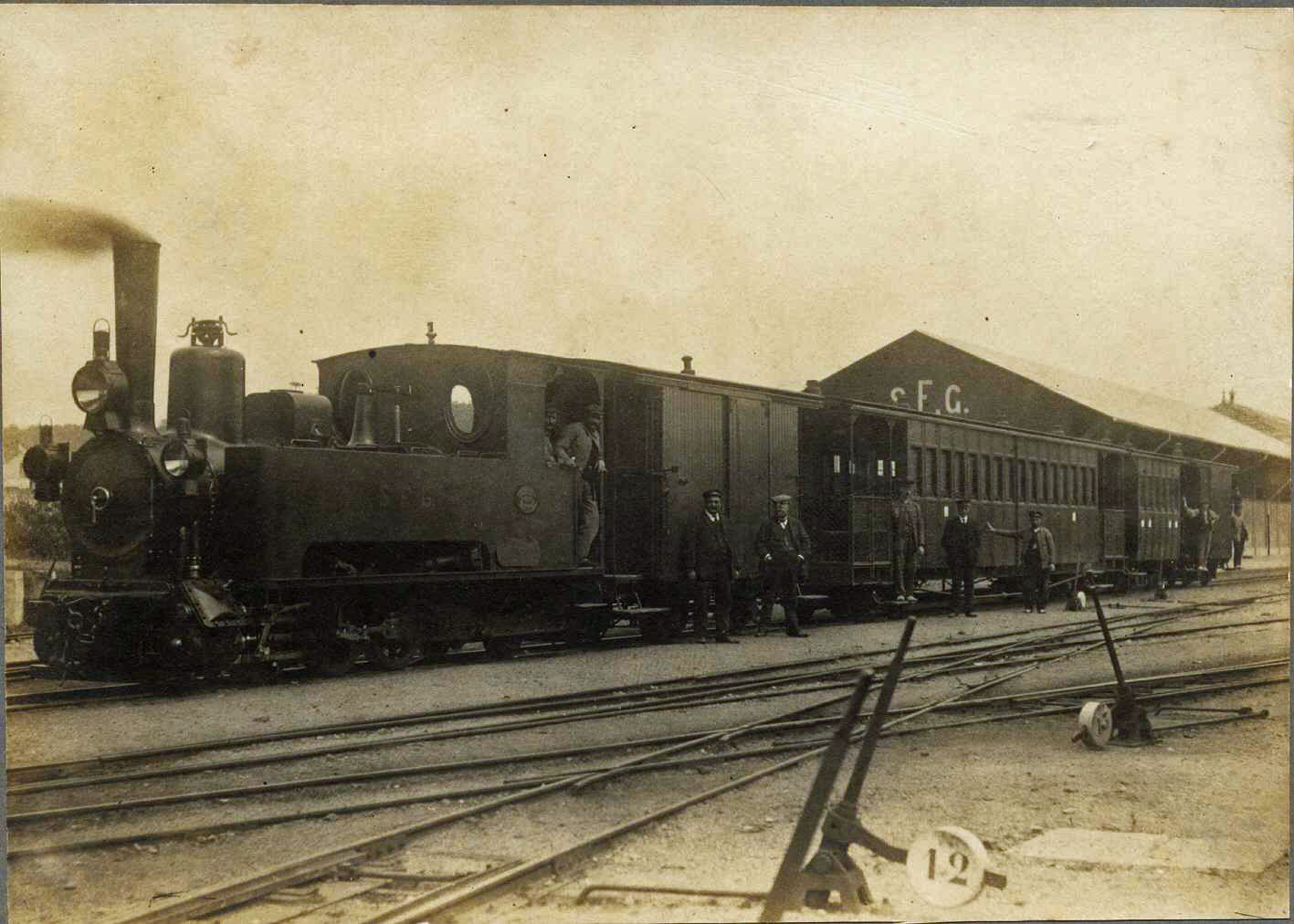
Cap al 1900 tren posant amb el empleats a la sortida de l'estació de Sant Feliu

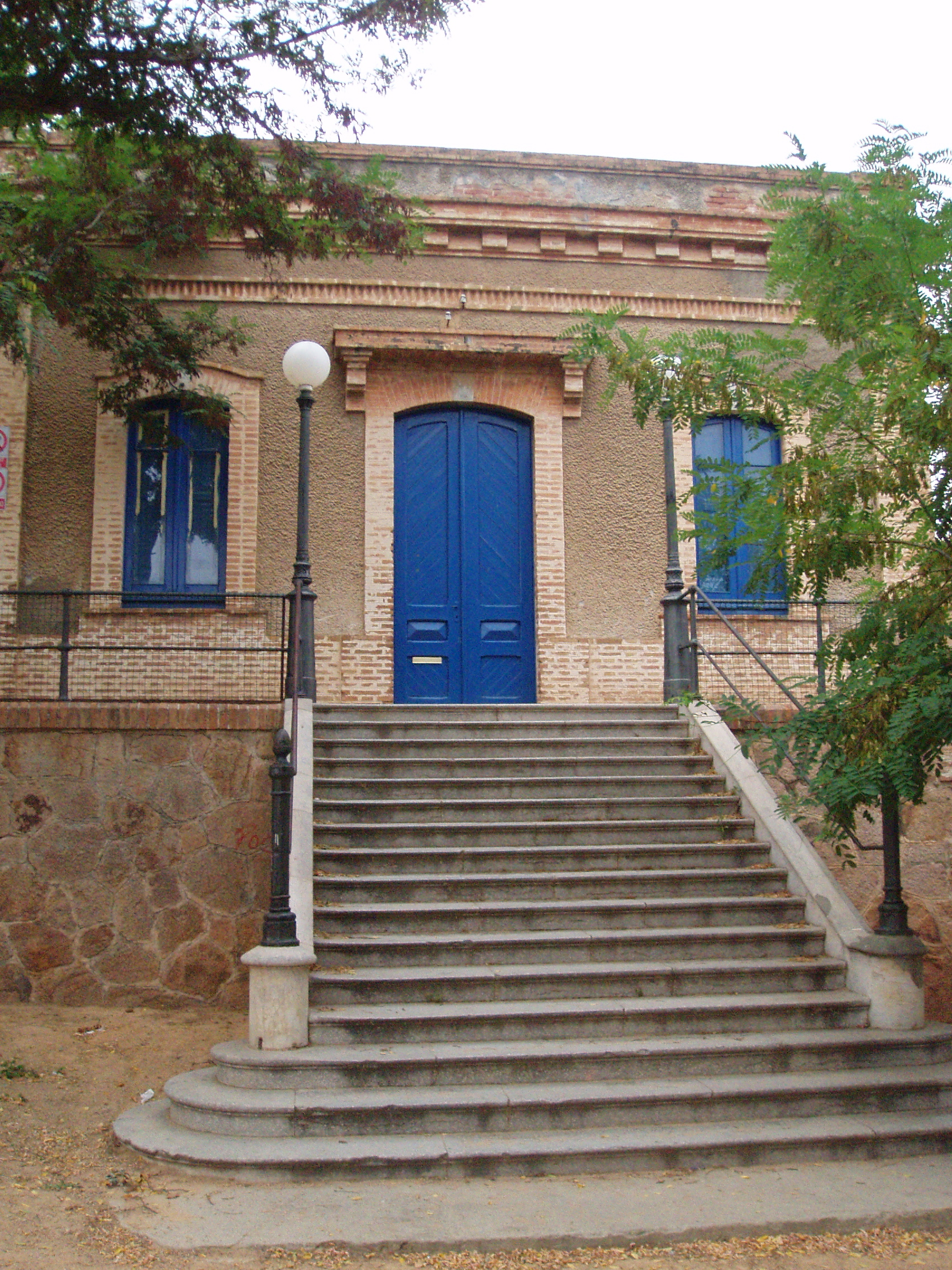
L'antiga estació de Sant Feliu, actualment reconvertida en escola

El 4 de maig de 1888, Joan Cases i Arxer obtingué la concessió de la línia de ferrocarril de Sant Feliu de Guíxols a Girona, i es creà el 15 d'abril de 1889 la Companyia del Ferrocarril de Sant Feliu de Guíxols a Girona. Va ser considerada d'utilitat pública però mai va rebre cap subvenció de l'Estat.
La companyia va inaugurar la línia el 29 de juny de 1892. En aquells anys el parc mòbil era de 4 locomotores de vapor del tipus 0-3-1 fabricades a Alemanya per la companyia Lokomotivfabrik Krauss & Cie A.G., 15 cotxes de viatgers de 2 eixos amb caixa de fusta, 4 furgons també de dos eixos i 63 vagons de càrrega de dos eixos. Tots van ser fabricats també a Alemanya per l'empresa Maschinenbau-AG de Nuremberg, part dels quals va arribar el 1895 degut a un tractat amb Alemanya. La resta de material es va demanar cap al 1904, i constava d'una locomotora, 2 furgons i 15 vagons. Per encabir tot se'n va edificar el dipòsit de locomotores de Sant Feliu. Aquest any es va construir també el port de Sant Feliu.
A partir del 1915, degut al trànsit creixent amb el port de Sant Feliu i el 1918 s'adquireixen 13 nous vagons plataforma per mercaderies. Per això es va demanar fer un ramal al Port de Sant Feliu que va ser autoritzat l'agost d'aquell any, i acabat el 1924.
En els anys vint del segle passat es va fer una nova inversió en material, que consistia en dues locomotores més grans, de rodatge 0-4-1 i 17 vagons de bogis. Mentre les locomotores no van donar un bon servei, el pas dels cotxes i vagons d'eixos a bogis va ser molt profitós. D'aquesta manera, cap al 1927 es va arribar a obtenir el màxim trànsit de mercaderies amb 52.114 tones.

### Declivi
Durant la guerra civil va funcionar amb tota normalitat perquè va passar a dependre del Comitè regional de ferrocarrils. Al final de la guerra els republicans van volar el pont sobre la riera Verneda i van deixar la línia tallada per la meitat, fins que es va enllestir el nou pont el 1940. Després de la guerra l'empresa va tenir problemes de liquiditat. Aquest fet, adjuntat al progressiu augment del trànsit, sobretot de viatgers, que arribà a 508.306 el 1946, va fer incorporar una locomotora que havia estat del Tramvia del Baix Empordà i que es trobava al ferrocarril de Valdepeñas a Puertollano. Aquesta va ser l'única incursió dièsel.
El 1947 se sol·licita una subvenció a l'Estat. Però no va ser fins al 21 d'abril de 1949 que l'Estat promulga una llei d'ajuda als ferrocarrils de via estreta, i s'escomet un pla de modernització en el que hi contava una estació compartida amb la Companyia del Ferrocarril d'Olot a Girona. A pesar d'això el trànsit pel ferrocarril decreix en favor de la carretera, el que fa que el 1951 es demani una nova subvenció, i el 1953 es lloguin les dues locomotores més modernes 11 i 12 a una fàbrica de Mieres, que posteriorment les va comprar el 1957. Entretant, es tancava definitivament el Tramvia del Baix Empordà, que anava de Palamós a Girona.
El 1963 la companyia passà a dependre dels Ferrocarrils de Via Estreta. Durant aquest període van arribar dues locomotores molt semblants a les que tenia en funcionament, que van ser fabricades per Krauss pel Ferrocarril d'Onda al Grao de Castelló (van quedar-se amb els seus números d'origen 5 i 7, tot i que el número 5 estava repetit) que no van tenir gaire acceptació pel complicat sistema Compound de vapor reescalfat que feia difícil la seva conducció i manteniment i cotxes de viatgers que tenien la particularitat de tenir una porta centrada al ben mig del vagó, i tenien una disposició de seients del tipus tramvia.
El ferrocarril, considerat poc rendible, fou clausurat el 10 d'abril de 1969.